# Campanhã
Campanhã ist eine Stadtgemeinde (Freguesia) der nordportugiesischen Stadt Porto.

Lage der Gemeinde im Kreis

 In ihr leben 29.666 Einwohner (Stand 19. April 2021).